# West Coast Choppers
West Coast Choppers es una compañía estadounidense conocida por vender motocicletas de estilo chopper. Algunos de sus más conocidos compradores son celebridades del estilo de Shaquille O'Neal, Keanu Reeves, Bill Goldberg, Kid Rock, James Hetfield, and Tyson Beckford.Creada y fundada por Jesse James, y bajo su dirección (su tatarabuelo fue el conocido forajido y rebelde del viejo oeste Jesse James), la firma se expandió y la licencia de la marca tras la emisión en 2001, del documental de televisión en Discovery Channel llamado Motorcycle Mania.En este documental se puede observar como crean desde cero sus propios chasis de motocicletas, así como la creación de piezas para motocicletas, desde tubos de escapes hasta depósitos de gasolina, así como la maestría de Jesse James en el manejo del metal y la soldadura.

## Historia
Fundada a principios de 1990 de West Coast Choppers ganó el aviso con el 2001 muestra Mania Motorcycle I y II, en el Discovery Channel . En 2004 protagonizó junto a James Kid Rock in Mania motocicleta III . Con el lanzamiento de estos espectáculos interés por Jesse James y los interruptores de la costa oeste permitió a la empresa a ampliar el conocimiento de su marca y expandir su siguiente. Jesse James también narró un show de Discovery 2006 llamado Historia de la Chopper, donde él hace su propia motocicleta para conmemorar la década de 1960 .
En 2004 , la mercancía de la compañía , junto con la marca ningún miedo, se le prohibió el Distrito Escolar Unificado de Simi Valley en California para el uso de la Cruz de Hierro alemana, en reacción a la violencia entre los estudiantes blancos y negros. Jesse James y vocero de No Fear han dicho que la cruz se basa en la cruz de Malta , y no representa el poder blanco o el nazismo. James dijo que la cruz es utilizado por muchos departamentos de bomberos , por ejemplo. Un empleado de la tienda skate señaló que West Coast Choppers vende una camiseta que combina tanto el símbolo de la cruz y un casco de estilo alemán Segunda Guerra Mundial, en representación de " cosas que prefiero no estar asociada con el . " Una prohibición similar en Las Vegas , Nevada en el 2003 provocó protestas de los estudiantes.
En 2005 West Coast Choppers acordaron pagar $ 35.000 a dirimir la controversia por la Business Software Alliance que el software con derechos de autor sin licencia se utiliza en el diseño de las motocicletas de la compañía.
En 2007 Jesse James fue multado con $ 271.250 porque West Coast Choppers vendió más de 50 motocicletas 1998-2005 que no cumplió con los límites de contaminación del aire de la Junta de Recursos del Aire de California ( CARB) . James explicó que no estaba al tanto de los cambios de reglas que requiere la fabricación de pequeño volumen para cumplir con las regulaciones . James dijo que el CARB rechazó su oferta para recuperar y modificar los helicópteros uncompliant . Desde 2005 West Coast Choppers ha construido choppers de emisiones conforme. James dijo que las multas eran excesivas y la intención de hacer un ejemplo de él debido a la fama de su compañía y su matrimonio de la celebridad con la actriz Sandra Bullock , pero voceros CARB expusieron sus esfuerzos de aplicación se dirigen a toda la industria de la costumbre, y , además, que eran conscientes de ninguna oferta por West Coast Choppers recordar las motocicletas en cuestión .
En 2008 West Coast Choppers trabajó con la Ciudad de Long Beach para diseñar obras de arte de acero que se coloca en macetas de hormigón entre dos calles de la ciudad . West Coast Choppers también diseñó el "Long Beach 2030 Plan de Van ", un aula móvil que se utilizará para promover los proyectos de planificación de largo alcance de la ciudad. La Ciudad de Long Beach renombrado parte de una calle como "West Coast Choppers Place" en 2009 para honrar a la empresa.
En 2009 West Coast Choppers dejado de vender piezas de personalización de motocicletas , ofreciendo sólo las bicis completas, o la ropa y otras mercancías no moto. Jesse James se informó que se trata de ejercer un control más personal a través de la producción, ya las " imitaciones de batalla y establecer una medida de control de calidad.
En octubre de 2010 , West Coast Choppers cerró la tienda en Long Beach. Otros negocios de Long Beach de James, Cisco Burgers , se mantuvo, pero no dio más detalles de la clausura se anunció , y no estaba claro si James continuaría las operaciones de su nuevo hogar en Texas. Cisco Burgers también ha cerrado la tienda. El westcoastchoppers.com sitio web redirige a www.westcoastchoppers - australasia.com , que vende mercancía con la marca West Coast Choppers y el logotipo, operado por Rev Head Apparel bajo un acuerdo de licencia con Jesse James . Sin embargo , Jesse James , decidió abrir a la compañía en 2013.